# Anton Christensen
Anton Christensen (født 1906) var en dansk forfatter.
Han fik sin romandebut som 70-årig og nåede at skrive serien Før rødstrømperne, der består af fire dele. Handlingen er landarbejdernes og daglejernes arbejdsliv og dagligliv, selvoplevet og autentisk som en selvbiografi. 
Det karakteristiske ved Christensens bøger er hovedpersonen Peters forhold til kvinderne på den ene side, og den omhyggelige skildring af arbejdspladserne og selve arbejdsprocesserne på den anden.
Første bind, med samme titel som serien, handler om Peters barndom, fra 4-14 år, før, under og efter 1. verdenskrig på landet omkring Hobro og Holstebro, hvor faren rastløst flytter sin stadigt voksende familie fra gård til gård, ofte med dags varsel. Moren er altid gravid og der er aldrig mad nok til børnene. Bogen henviser til rødstrømperne, som et levende bevis på kvindebevægelsens berettigelse.
I de næste tre bind følges Peter gennem livet som arbejder, hvor han kommer ud og tjene som 14-årig og siden bliver daglejerkarl, såkaldt herregårdsbørste, på gårdene omkring Randers som ung voksen. Den sidste roman dækker perioden 1930 til 1980, hvor han når at arbejde på lollandske herregårde, som traktorfører og altmuligmand, og som fyrbøder og betroet maskinpasser på diverse virksomheder, herunder 25 år ved Scandia i Randers. Hovedtemaet i denne bog er hans problemer med kvinderne og hans skilsmisse.
Lokalhistorisk Arkiv for Møldrup og Omegn har Anton Christensens arkiv med blandt andet efterladte manuskripter og fotografier.